# Augustin (sång)
Augustin, skriven av Bo Harry Sandin och Åke Gerhard, är en sång som Siw Malmkvist framförde i Melodifestivalen 1959, där den vann med stor marginal – 105 poäng mot tvåan, Dags igen att vara kära, som fick 79 poäng. Brita Borg var dock den artist som fick åka till Eurovision Song Contest 1959 i Cannes och framföra sången. Detta på grund av att Brita Borg redan från början utsetts att framföra det vinnande bidraget. Det såg ett tag ut som om Sverige skulle bli poänglöst, med man drog till sist in tre röster från Nederländerna och en från Danmark. Bidraget fick totalt fyra poäng, vilket räckte till en delad niondeplats av elva deltagande länder.

## Andra inspelningar
Sången spelades även in av Towa Carson, som släppte den på singel i februari 1959, samt Marie Dieke (Columbia SEGS 59) och Lily Berglund (Karusell KSEP 3156).
Simon Brehm spelade in en parodi på grammofonskiva kallad Tuffe Sven (Karusell KFF 278). Den skrevs av Bohème och Gösta Westman. I SVT:s julkalender 1984, Julstrul med Staffan & Bengt, sjöng Brita Borg, i rollen som "änkefru Gustavsson", en sång med titeln "Min maskin" till "Augustins" melodi.
Stefan Sundström har gjort en låt som heter Augustin. Låten handlar om en utslagen man istället för en charmör och inleds "Augustin träffar aldrig någon flicka som är kär" istället för originalets refräng "Augustin väntar aldrig på en flicka som är kär". Den finns med på skivan Bland skurkar, helgon och vanligt folk från 1999.